# Raptor (ракетний двигун)
Raptor — перший представник нового перспективного покоління метанових ракетних двигунів. Розробник двигуна — компанія SpaceX. Даний двигун може використовуватись на першому і другому ступенях Starship. Двигун буде використовувати як паливо рідкий метан (англ. Liquid methane) і рідкий кисень (англ. Liquid oxygen, LOX). Попередня концепція передбачала використання рідкого водню (англ. Liquid hydrogen, LH2, LH2), замість рідкого метану.
Двигун Raptor має у 2 рази більшу тягу, порівняно з двигуном Merlin 1D Vacuum, який встановлюють на другий ступінь ракет-носіїв Falcon 9 та Falcon 9.1 Розробник планує використовувати двигуни даного типу для ракет, за допомогою яких будуть досліджувати та колонізувати Марс.

## Історія створення
Raptor був вперше обговорений працівником компанії SpaceX Максом Возоффом на АІАА Commercial Crew/Cargo symposium у 2009 році.
Станом на квітень 2011 року, у SpaceX невелика кількість інженерів працювала над двигуном Raptor, оскільки  LH2/LOX концепції мали низький пріоритет.
У березні 2012 року програма розвитку двигуна Raptor, була на стадії реалізації, проте деталі не розголошувалися.
У жовтні 2012 SpaceX анонсувала концепт ракетного двигуна, який буде мати тягу в кілька разів більшу, ніж серія двигунів Merlin 1. Вони натякнули, що на проробку деталей проєкту потрібно близько 3 років і що в наступних ракетах будуть використовувати кілька таких двигунів. Це, в теорії, дасть змогу виводити на низьку навколоземну орбіту від 150 до 200 тонн корисного навантаження, що перевищить можливі показники ракети SLS, яку розробляє NASA.

### Порівняльна таблиця характеристик
| Назва двигуна             | Тяга вакуум кН (lbf) | Питомий імпульс, с | Тягооснащеність | Двигун                       | Двигун                                                   |
| Назва двигуна             | Тяга вакуум кН (lbf) | Питомий імпульс, с | Тягооснащеність | Паливо/Окислювач             | Тип                                                      |
| ------------------------- | -------------------- | ------------------ | --------------- | ---------------------------- | -------------------------------------------------------- |
| SpaceX Raptor (проєктна)  | 1900                 | 375 (вак.)         |                 | рідкий метан / рідкий кисень | РРД замкнутого циклу (англ. full-flow staged combustion) |
| Blue Origin BE-4 Vacuum   | 2400 (550000)        |                    |                 | рідкий метан / рідкий кисень | РРД замкн. циклу (англ. oxygen-rich staged combustion)   |
| SpaceX Merlin 1D+ Vacuum  | 914 (205000)         | 309                | 150             | гас(RP-1)/ рідкий кисень     | РРД відкрит. циклу (англ. gas generator)                 |
| SpaceX Merlin 1C Vacuum   | 480 (140000)         | 304                | 96              | гас(RP-1)/ рідкий кисень     | РРД відкрит. циклу (англ. gas generator)                 |
| РД-180                    | 4150 (930,000)       | 338                | 78              | гас(RP-1)/ рідкий кисень     | РРД замкнут. циклу (англ. staged combustion)             |
| RS-25                     | 2280 (510,000)       | 453                | 73              | рідкий водень/ рідкий кисень | РРД замкнут. циклу (англ. staged combustion)             |
| Rocketdyne F-1 (Saturn V) | 7740 (1740000)       | 304                | 83              | гас(RP-1)/ рідкий кисень     | РРД відкрит. циклу (англ. gas generator)                 |
| TR-107                    | 4 900 (1 100 000)    | [ 2 ]              | [ 2 ]           | гас(RP-1)/ рідкий кисень     | РРД замкнут. циклу (англ. oxygen-rich staged combustion  |